# 長谷川吉郎
長谷川 吉郎(はせがわ　きちろう、1913年（大正2年）10月31日 - 1995年（平成7年）5月16日)は、日本の銀行家。元山形銀行頭取、会長。

## 来歴・人物
長谷川吉三郎(吉弥)山形銀行頭取の子として、山形県山形市に生まれる。
慶大卒後、従軍、各社役員を経て、両羽銀行に入行。1972年（昭和47年）には、15年あまり頭取を務めた三浦弥太郎の後任として昇格する。　
トップ在任中は経営の近代化に努め、1973年（昭和48年）の東証2部上場（1975年（昭和50年）1部に指定替え）を実現。山形県下の企業としては初の東証上場を成し遂げた。また、第一次オンラインシステムの構築、ファームバンキングシステムの開発、地区センター設置も手がけたほか、いわゆるオイルショックを卓越した経営手腕により無事に乗り切った。　
長谷川は地域文化の向上に熱心であり、歴代にわたって収集した美術品を山形美術館に寄贈。寄贈品は「長谷川コレクション」として常設展示されている。
1995年（平成7年）5月16日、入院先の山形県立中央病院で急性腎不全のため死去。享年81。
長男に長谷川吉茂がいる。

## 略歴
- 1937年（昭和12年）- 慶應義塾大学経済学部卒業。
  - 以降、山形塩元売捌（株）常務取締役、東北糖業取締役、丸山、長谷川各商店社長等を歴任。
- 1957年（昭和32年）- 両羽銀行[注釈 1]入行　常務取締役。
- 1961年（昭和36年）- 専務取締役。
- 1972年（昭和47年）- 頭取。
- 1985年（昭和60年）- 会長。
- 1991年（平成3年）- 退任。
- 1995年（平成7年）- 死去。

## 栄典
- 勲四等旭日小綬章 - 1983年（昭和58年）
- 従五位 - 1995年（平成7年）